# (8337) 1984 SF6
(8337) 1984 SF6 là một tiểu hành tinh vành đai chính. Nó được phát hiện bởi Henri Debehogne ở Đài thiên văn La Silla ở Chile ngày 22 tháng 9 năm 1984.